# 蘇塔陶薩

蘇塔陶薩是哥倫比亞的城鎮，位於該國中部，由昆迪納馬卡省負責管轄，距離首府波哥大88公里，始建於1762年，面積67平方公里，海拔高度2,692米，2005年人口4,653。
5°15′N 73°51′W / 5.250°N 73.850°W